# Fernand de Montessus de Ballore
Il conte Fernand Jean Baptiste Marie Bernard de Montessus de Ballore (Dompierre-sous-Sanvignes, 19 giugno 1851 – Santiago del Cile, 31 gennaio 1923) è stato un geofisico francese.
Della vecchia nobiltà francese, la sua famiglia ha una tradizione militare importante, avendo numerosi antenati che erano dell'ordine dei Cavalieri di Malta . Ma soprattutto, la sua famiglia ha anche una ricca tradizione scientifica. Suo nonno per esempio non è altro che Philibert Commerson . Suo fratello, Robert, fu un matematico. 
Fernand de Montessus segue dunque le tradizioni familiari e fa i suoi studi all'École polytechnique. Frequenta anche la Scuola di equitazione Le Cadre Noir.
Comincia ad interessarsi alla geologia durante il suo soggiorno a Clermont-Ferrand. Nel 1881, è responsabile della missione militare inviata nello stato di El Salvador. Durante il suo soggiorno in America centrale fa le sue prime esperienze con i terremoti e s'interessa anche all'archeologia. Di ritorno in Francia, ottiene un posto all'École Polytechnique. Intraprende allora un lavoro minuzioso di classificazione dei terremoti.
Nel 1907, diviene direttore del Servizio dei Terremoti Cileno a Santiago. Sotto la sua direzione, le osservazioni sismologiche nel Cile diventano numerose. Resta molto attivo nel campo scientifico fino al 1923, anno della sua morte.